# Полянці (Оприсавці)
Полянці (хорв. Poljanci) — населений пункт у Хорватії, у Бродсько-Посавській жупанії у складі громади Оприсавці.

## Населення
Населення за даними перепису 2011 року становило 255 осіб.
Динаміка чисельності населення поселення:

## Клімат
Середня річна температура становить 11,12 °C, середня максимальна – 25,68 °C, а середня мінімальна – -6,25 °C. Середня річна кількість опадів – 752 мм.
| Клімат поселення                              | Клімат поселення | Клімат поселення | Клімат поселення | Клімат поселення | Клімат поселення | Клімат поселення | Клімат поселення | Клімат поселення | Клімат поселення | Клімат поселення | Клімат поселення | Клімат поселення | Клімат поселення |
| Показник                                      | Січ.             | Лют.             | Бер.             | Квіт.            | Трав.            | Черв.            | Лип.             | Серп.            | Вер.             | Жовт.            | Лист.            | Груд.            |                  |
| Середній максимум, °C                         | 5,95             | 8,34             | 12,93            | 17,55            | 22,58            | 25,64            | 25,68            | 24,97            | 20,90            | 15,56            | 9,72             | 5,64             |                  |
| Середня температура, °C                       | −0,16            | 2,22             | 6,81             | 11,45            | 16,46            | 19,54            | 21,44            | 20,72            | 16,66            | 11,30            | 5,50             | 1,40             |                  |
| Середній мінімум, °C                          | −6,25            | −3,86            | 0,73             | 5,34             | 10,36            | 13,45            | 17,20            | 16,50            | 12,41            | 7,06             | 1,23             | −2,85            |                  |
| Норма опадів, мм                              | 48               | 48               | 45               | 56               | 69               | 96               | 67               | 61               | 53               | 69               | 78               | 62               |                  |
| Середньомісячна швидкість вітру, м/с          | 1.80             | 2.10             | 2.40             | 2.30             | 2.09             | 1.90             | 1.90             | 1.70             | 1.70             | 1.70             | 1.80             | 1.90             |                  |
| Середньомісячна сонячна радіація, кДж/м²·день | 4309             | 6978             | 10959            | 15304            | 19204            | 21169            | 22139            | 20581            | 14944            | 9252             | 4853             | 3617             |                  |
| --------------------------------------------- | ---------------- | ---------------- | ---------------- | ---------------- | ---------------- | ---------------- | ---------------- | ---------------- | ---------------- | ---------------- | ---------------- | ---------------- | ---------------- |
| Джерело:                                      |                  |                  |                  |                  |                  |                  |                  |                  |                  |                  |                  |                  |                  |